# La Resolana, Casimiro Castillo
La Resolana är en ort i Mexiko.   Den ligger i kommunen Casimiro Castillo och delstaten Jalisco, i den södra delen av landet, 600 km väster om huvudstaden Mexico City. La Resolana ligger 366 meter över havet och antalet invånare är 11 180.
Terrängen runt La Resolana är varierad. Runt La Resolana är det ganska glesbefolkat, med 34 invånare per kvadratkilometer. Närmaste större samhälle är Autlán de Navarro, 19,6 km norr om La Resolana. I omgivningarna runt La Resolana växer i huvudsak städsegrön lövskog.